# Passetto del Biscione
Passetto del Biscione är en täckt passage i Rione Parione i Rom. Passetto del Biscione förbinder Piazza del Biscione med Via di Grotta Pinta. I antikens Rom utgjorde den entré till Pompejusteaterns cavea.

## Beskrivning
Passetto del Biscione är uppkallad efter den heraldiska orm, som bland annat finns i ätten Orsinis vapen. Ordet ”Biscione” är bildat av biscia, ”snok”, och det augmentativa suffixet one. Ätten Orsini innehar det närbelägna Palazzo Orsini Pio Righetti.
Under 1600-talets första hälft hyste passagen Madonna della Divina Provvidenza, en Mariabild, utförd av Scipione Pulzone år 1594. Denna målning fördes år 1663 till kyrkan San Carlo ai Catinari; i Passetto del Biscione placerades då bilden Madonna del Latte. Denna Mariabild, som föreställer Jungfru Maria som ammar Jesusbarnet, rörde på ögonen och fällde tårar år 1796, då franska trupper under Napoleon Bonaparte invaderade Kyrkostaten.
Under 1800-talet byggdes passagen om för att interiört likna ett kapell. Under slutet av 1900-talet förföll passagen och Mariabilderna vandaliserades eller stals. I mitten av 2010-talet restaurerades Passetto del Biscione av Centro Studi Cappella Orsini.

## Omgivningar
- Santa Maria in Grottapinta
- Pompejus teater
- Campo dei Fiori
- Via di Grotta Pinta
- Piazza del Biscione
- Largo del Pallaro
- Palazzo Orsini Pio Righetti
- Piazza dei Satiri

## Bilder
| - Passetto del Biscione (vid den röda pilen) på en karta från år 2022. - Ingången från Piazza del Biscione. - Ingången från Via di Grotta Pinta. - Passagens takmålning. |

| - Ätten Orsinis vapen. - Palazzo Orsini Pio Righetti. - Santa Maria in Grottapinta. |

## Populärkultur
I avsnittet "Check out" av TV-serien Smash blir Teo Broström (spelad av Felix Herngren) rånad i Passetto del Biscione.